# Sat-Șugatag
Sat-Șugatag – wieś w Rumunii, w okręgu Marmarosz, w gminie Ocna Șugatag. W 2011 roku liczyła 1187 mieszkańców.